# Октябрьское (Железинский район)
Октябрьское (каз. Октябрьское) — упраздненное село в Железинском районе Павлодарской области Казахстана. Входило в состав сельского округа Лесной. Код КАТО — 554249300. Ликвидировано в 2018 г.

## История
Основано в 1914 г. В 1924 г. селение Богоявленское (Куляба) состояло из 55 дворов. Входило в состав Урлютюпской волости Павлодарского уезда Семипалатинской губернии.

## Население
В 1999 году население села составляло 184 человека (93 мужчины и 91 женщина). По данным переписи 2009 года, в селе проживало 144 человека (72 мужчины и 72 женщины).